# Ricardo II da Normandia
Ricardo II da Normandia (Normandia, 23 de agosto de 970 – Normandia, 28 de agosto de 1026), chamado de O Bom (em francês: Le Bon), foi o filho mais velho e herdeiro de Ricardo I o Destemido e Gunora.

## Biografia
Ricardo sucedeu a seu pai como Duque da Normandia em 996, mas cinco anos de seu reinado foram gastos no condado de Rodolfo de Ivry na tentativa de acabar com uma revolta camponesa na região.
Quando ele assumiu o poder, reforçou sua aliança com a capetianos, ajudando Roberto II de França contra o Ducado de Borgonha. Ele formou uma nova aliança com a Bretanha ao casar sua irmã Hawise com Godofredo I, Duque de Bretanha, além de seu próprio casamento com a irmã de  Godofredo, Judite.
Ele também repeliu um ataque  inglês contra a Península do Cotentin, liderada por Etelredo II de Inglaterra da Inglaterra. Ele foi um dos responsáveis pelas reformas nos monastérios normandos.

### Conexões com a Inglaterra
Em 1013, a Inglaterra foi invadida pelos dinamarqueses e Etelredo II de Inglaterra fugiu com seu cunhado para Normandia. Seu casamento com Ema da Normandia, irmã de Ricardo, os fizera impopular entre o Ingleses.

### Noruega
Em 1015, Olavo II da Noruega foi coroado rei. Antes disso, o príncipe Olavo viajou pela Inglaterra, acabando por passar pela Normandia com Ricardo já Duque. Em 881, essa região havia sido invadida pelos noruegueses. Como o Ricardo era um cristão fervoroso, o príncipe Olavo acabou por se batizar em Rouen.

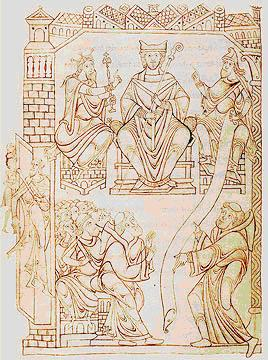
Ricardo II (direita)

## Casamentos
Ricardo tentou melhorar as relações com a Inglaterra através do casamento de  sua irmã Ema da Normandia com o rei Etelredo, mas ela acabou por se tornar impopular entre o povo Inglês. No entanto, este casamento, mais tarde, deu a seu neto, Guilherme, o Conquistador, parte de sua pretensão ao trono da Inglaterra.
Ricardo casou-se primeiro em 996 com Judite da Bretanha (982-1017), filha de Conan I da Bretanha, com quem teve os seguintes filhos:
- Ricardo III (c. 1002 / 4)
- Alice (c. 1003 / 5), casou-se Reinaldo I de Borgonha[3]
- Roberto I (c. 1005 / 7)
- Guilherme (c. 1007 / 9), monge em Fécamp, d. 1025
- Leonor da Normandia (c. 1011 / 3), casada com Balduíno IV da Flandres[4] (980 - 30 de maio de 1035),[5][6] conde da Flandres.
- Matilda (c. 1013 / 5), freira em Fecamp, d. 1033

Sua segunda esposa foi Poppa de Envermeu, com quem teve os seguintes filhos:
- Mauger (c. 1019), Arcebispo de Rouen
- Guilherme (c. 1020 / 5), conde de Arques

## Genealogia

Diagrama baseado em informação disponível na Wikipédia